# Weldon (Arkansas)
Weldon – miasto w Stanach Zjednoczonych, w stanie Arkansas, w hrabstwie Jackson.